# Тарасівка (Новгород-Сіверський район)
Тара́сівка —  село в Україні, у Коропській селищній громаді Новгород-Сіверського району Чернігівської області. Населення становить 87 осіб (2025 рік). До 2016 у складі Вільненської сільської ради. Від 2016 орган місцевого самоврядування — Коропська селищна рада.

## Символіка
На гербі зображена корова що символізує місцеву ферму де виготовляється органічна молочна продукція відома на всю Україну. Дві квітки калюжниці вказують на красу місцевої природи. Жовта смужка символізує річку Стрижень, а разом з колосками це утворює літеру «Т», першу в назві села.

## Історія
12 червня 2020 року, відповідно до розпорядження Кабінету Міністрів України № 730-р «Про визначення адміністративних центрів та затвердження територій територіальних громад Чернігівської області», увійшло до складу Коропської селищної громади.
19 липня 2020 року, в результаті адміністративно-територіальної реформи та ліквідації Коропського району, увійшло до складу Новгород-Сіверського району Чернігівської області.

## Економіка
В селі веде господарську діяльність ПАФ "ТАРАСІВКА" яка займається рослинництвом та тваринництвом. Займається виробництвом органічних молочних продуктів.